# Modra rijeka (album)
A Modra rijeka (magyarul: kék folyó) az Indexi harmadik nagylemeze, mely 1978-ban jelent meg a zágrábi Jugoton kiadónál. Katalógusszáma: LSY-68042. A kiadás képes belső borítóján a dalszövegek is megtalálhatóak.

## Az album dalai
A oldal
1. Modra rijeka (szöveg, 1:00)
2. Blago	4:02
3. Brod	4:58
4. More	11:23

B oldal
1. Zapis o zemlji (szöveg, 0:38)
2. Slovo o čovjeku (5:52)
3. Pustinja (4:27)
4. More II (4:16)
5. Modra rijeka	(6:51)